# IC 87
IC 87 је спирална галаксија у сазвјежђу Кит која се налази на листи објеката дубоког неба у Индекс каталогу.
Деклинација објекта је + 0° 45' 57" а ректасцензија 1h 14m 15,8s. Привидна величина (магнитуда) објекта IC 87 износи 14,6 а фотографска магнитуда 15,4. IC 87 је још познат и под ознакама MCG 0-4-48, CGCG 385-38, PGC 4454.